# Grizzly Peak (Wyoming)
Der Grizzly Peak ist ein Berg im Yellowstone-Nationalpark im nordwestlichen Teil des US-Bundesstaates Wyoming. Sein Gipfel hat eine Höhe von 3038 m. Er befindet sich wenige Kilometer östlich des Yellowstone Lake, liegt südlich des US Highway 14/16/20 und ist Teil der Absaroka-Bergkette in den Rocky Mountains.

## Belege
1. ↑  Grizzly Peak - Peakbagger.com. Abgerufen am 20. Dezember 2020.